# 11874 Gringauz
11874 Gringauz (1989 XD1) là một tiểu hành tinh vành đai chính được phát hiện ngày 2 tháng 12 năm 1989 bởi E. W. Elst ở Đài thiên văn Nam Âu.